# Rivière-La Guerre

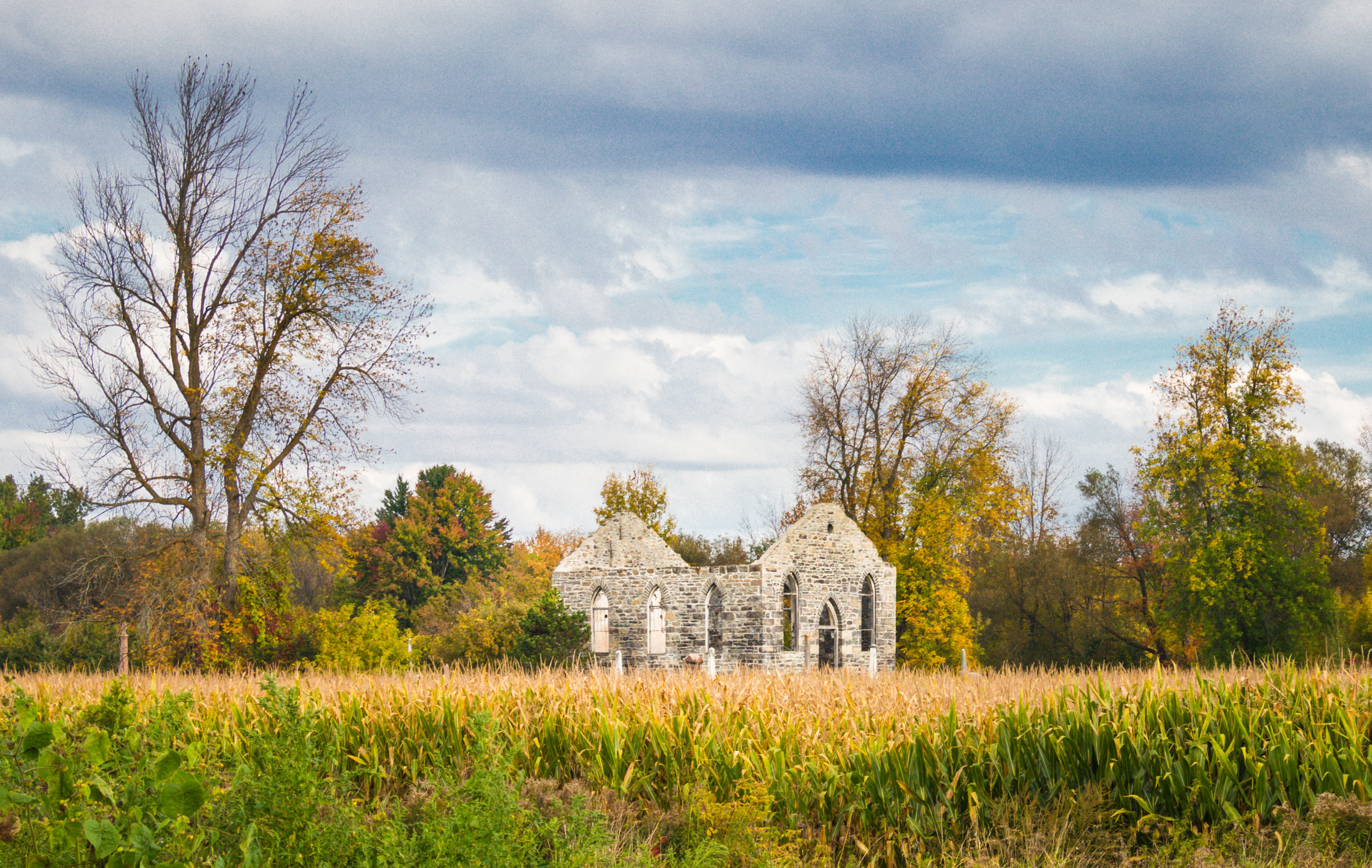
L'église Unie Zion de Dundee - les ruines de Laguerre, Québec, Canada

Rivière-La Guerre, parfois simplement LaGuerre, était un village de la municipalité régionale de comté (MRC) Haut-Saint-Laurent, en Montérégie, au Québec dans l'Est du Canada. Le village fut fondé durant les années 1820, en 1830 le village compte 82 habitants répartis de part et d'autre des deux branches de la rivière La Guerre. En 1847, le village est découpé en 144 lots et en rues. Du nord au sud étaient prévues les rues North, Gosford, Ogilvie, Bridge, Church, School et South, alors que d'est en ouest les rues West, Park, Elgin, Papineau et East étaient projetées.
Les travaux ne furent jamais achevés car dès la fin des années 1850, le village est déserté par les inondations causées par la construction du canal de Beauharnois. 
Aujourd'hui, seuls l'église, le presbytère et le cimetière, tous en ruines, ainsi que le manoir Rosebank qui lui est toujours habité, sont les derniers vestiges visibles du village. Le chemin de terre permettant d'accéder aux restes de l'église est composé des anciennes rues Elgin et Church.
Les murs de pierre de l'ancienne église presbytérienne Calvin ont été restaurés en 2013 par le propriétaire des lieux, l'église unie Zion de Dundee. Elle y tient à l'occasion des services religieux.
Le territoire du village fait aujourd'hui partie du territoire de la municipalité de Saint-Anicet dans la municipalité régionale de comté du Haut-Saint-Laurent.
Aujourd'hui, le presbytère et le manoir sont sur une propriété privée.